# Нагпур (княжество)
Нагпурское княжество — государственное образование в центральной Индии, существовавшее в XVIII—XIX веках.

## История
В начале XVIII века правивший на территории современного округа Чхиндвара гондский правитель Бакхт Буланд посетил Дели, после чего решил взяться за активное развитие собственных владений. Пригласив строителей и архитекторов как из индусов, так и из мусульман, он основал город Нагпур. Его преемник Чанд-султан продолжил развитие страны и перенёс столицу в Нагпур.
После смерти Чанд-султана в 1739 году среди его наследников развернулась борьба за престол, и его вдова обратилась за помощью к маратхскому вождю Рагходжи из рода Бхонсле, правившему Берарским субахом империи маратхов. Рагходжи откликнулся и посадил на трон двух сыновей Чанд-султана, сместив того, кого они считали узурпатором, после чего вернулся в Берар, будучи хорошо вознаграждённым за свою помощь.
Вскоре между братьями вспыхнула ссора, и в 1743 году по приглашению старшего из них Рагходжи опять пришёл на помощь, но на этот раз, освободив трон, решил оставить его себе. Раджа гондов Бурхан-шах хотя и сохранил знаки княжеской власти, но стал, фактически, государственным пенсионером, а реальная власть в княжестве перешла к маратхскому роду Бхонсле.
Рагходжи был типичным лидером маратхов, использовавшим проблемы других государств в личных целях. За десять лет его правления его войска дважды вторгались в Бенгалию, в результате чего Нагпурское княжество приросло территориями Каттака, Чанда, Чаттисгарха и Самбалпура.
После смерти Рагходжи в 1755 году его преемник Джаноджи принял участие в войне между маратхским пешвой и низамом Хайдарабада, а после того, как он предал их обоих, низам и пешва объединились против Джаноджи и в 1765 году сожгли Нагпур.
После смерти Джаноджи в 1772 году началась борьба за власть между его братьями. В итоге Мудходжи убил конкурента в сражении при Панчгаоне, и стал регентом при малолетнем Рагходжи II — племяннике и наследнике Джаноджи. При его правлении Нагпур, благодаря соглашению с Пешвой, прирос территорией Мандла и верхним течением Нармады.
Мудходжи был в хороших отношениях с Британской Ост-Индской компанией, и когда Рагходжи II стал править самостоятельно, то он некоторое время продолжал эту политику, в результате чего к Нагпуру были присоединены Хошангабад и нижнее течение Нармады. Однако в 1803 он в союзе с правившим в Гвалиоре Даулатрао начал войну против англичан, в результате чего был разгромлен и вынужден подписать в 1805 году Деогаонский договор, по которому Нагпур уступил британцам Каттаку, Самбалпур и южный Берар.
Пытаясь компенсировать потерю трети доходов, Рагходжи II увеличил поборы с оставшихся в его власти земель. Разорившиеся крестьяне и ремесленники шли в банды к пиндари, которые усилились настолько, что в 1811 году подступили к самому Нагпуру и сожгли пригороды. В этот период во многих деревнях для самообороны были возведены «деревенские форты», укрывшись в которых, деревенские жители могли защищаться от бандитов.
После смерти Рагходжи II в 1816 году его безумный сын Парсаджи был убит Мудходжи II (сыном Вьянкоджи Бхонсле — брата Рагходжи II), который стал известен как «Аппа Сахиб». 27 мая 1816 года он заключил с британцами договор, и в княжестве разместился британский резидент Дженкинс. Во время очередной англо-маратхской войны резидент потребовал от Мадходжи II прекратить контакты с пешвой Баджи Рао II и распустить войска, но тот вместо этого открыто поддержал пешву. После того, как маратхи были разгромлены британцами, Нагпур потерял долину Нармады и оставшуюся часть Берара, а на престол княжества был посажен малолетний Рагходжи III внук Рагходжи II; до 1830 года вместо него княжеством управлял британский резидент.
Рагходжи III скончался в 1853 году, не имея наследников мужского пола. В соответствии с доктриной выморочных владений княжество было аннексировано британцами и стало Нагпурской провинцией.

## Маратхские правители Нагпура
- Рагходжи I Бхонсле (1743—1755)
- Джаноджи Бхонсле (1755—1772)
- Мудходжи I Бхонсле (1772—1788)
- Рагходжи II Бхонсле (1788—1816)
- Парсоджи Бхонсле (1816—1817)
- Мудходжи II Бхонсле (1817—1818)
- Рагходжи III Бхонсле (1818—1853)